# Charles Jean-Baptiste des Gallois de La Tour
Charles Jean-Baptiste des Gallois de La Tour né le 11 mars 1715 à Paris où il est mort le 24 janvier 1802, est un parlementaire d'Aix-en-Provence, premier président du Parlement de Provence de 1748 à 1771 et de 1775 à 1790, année de sa suppression.

## Biographie
Il est le fils de Jean-Baptiste des Gallois de La Tour, intendant de Provence, et de Jeanne Charlotte du Pré de la Grange. 
Il est reçu conseiller au parlement d’Aix en 1735, maître des requêtes en 1738 et président au grand conseil en 1740. La même année, il est nommé intendant de la généralité de Provence. À la mort de son père, en 1747, il lui succède dans la charge de premier président du parlement d'Aix-en-Provence. À ces fonctions qu’il remplit jusqu’à la Révolution, il joint celles d’inspecteur du commerce du Levant et de président du conseil d’Afrique. Il est aussi chargé des détails de l’administration militaire pendant la guerre d’Italie. À l’époque du siège de Mahon, les troupes destinées à cette expédition manquant des fonds nécessaires à leur embarquement, il trouve les moyens d’y subvenir : les premières maisons de commerce de Marseille avancent plusieurs millions sur sa seule signature.
Lors de la réforme Maupeou en 1771 il se retire dans son château de Saint-Aubin-sur-Loire, qu’il a acquis, en 1771, de Charles-Guillaume Lenormant d'Étioles (il était aussi seigneur de Bourbon-Lancy, Dompierre et Chezelle). À l'avènement de Louis XVI et, à la suite du renvoi de Maupeou, il retrouve son siège qu'il conserve jusqu'à la suppression du parlement d'Aix. Le 30 juin 1777 il reçoit dans son hôtel le comte de Provence, futur Louis XVIII. Agissant au nom du roi, il vend le 3 septembre 1781 les terrains de l'Arsenal des galères à la ville de Marseille, à charge pour elle de construire un nouveau quartier. En 1786, il autorise, trop facilement selon les archéologues, la démolition de trois tours antiques du vieux palais d’Aix datant des Romains, lorsqu’on creuse les fondements du nouveau palais qui n’a jamais été achevé. Nommé, en 1787, député à l’assemblée des notables, il se retire dans ses terres à la dissolution de cette assemblée.
Au début de la Révolution, de La Tour fait l'objet de manifestations très hostiles. Dans la séance du 30 juillet 1789 le conseil des trois ordres décide, sur proposition de Jacques Borrelly, de déclarer Charles Jean-Baptiste des Gallois de La Tour auteur de toutes les calamités qui désolent la Provence et prescrit aux administrations locales, à l'intendance sanitaire, à la chambre de commerce et à la généralité des citoyens de cesser tout rapport avec lui. Arrêté en 1793, il est conduit à Paris, incarcéré au Luxembourg, d’où il ne sort qu’à la fin de la Terreur.
Il épouse en 1748 Marie-Madeleine d'Aligre, sœur d'Etienne-François et fille d'Étienne-Claude d'Aligre (1694-1752 ; président à mortier au Parlement de Paris, appartenant à l'une des plus anciennes familles de la noblesse de robe et possédant l'une des plus grosses fortunes de France) et de Marie-Louise-Adélaïde Durey. Il est donc le beau-frère d'Étienne François d'Aligre (1727-1798). De leur union naissent deux fils. L'aîné, Étienne-Jean-Baptiste Louis Gallois de la Tour (1750-1820), est nommé évêque de Moulins en 1788, puis archevêque de Bourges en 1819.

## Iconographie
En 1788, l'Assemblée des communes de Provence fait frapper une médaille à son effigie portant pour exergue « Le Tiers État de Provence à Ch.-J.B. des G. de La Tour, intendant du pays, son ami depuis plus de quarante années. » Deux exemplaires de cette médaille, œuvre du graveur Augustin Dupré, sont conservés au musée Carnavalet (ND 902 et 903).